# Banjo Paterson
Andrew Barton-Paterson, detto "Banjo" (Narrambla, 17 febbraio 1864 – Sydney, 5 febbraio 1941), è stato un poeta e giornalista australiano.
Scrisse molte ballate e componimenti sulla vita australiana, centrate soprattutto sull'ambiente dell'outback interno. I suoi componimenti più famosi sono Waltzing Matilda, The Man from Snowy River e Clancy of the Overflow.

## Biografia
Banjo Paterson nacque a Narrambla, nel Nuovo Galles del Sud, come figlio primogenito di Andrew Bogle Paterson, un emigrato scozzese proveniente dal Lanarkshire, e Rose Isabella Barton. Quando morì suo zio, la sua famiglia trasferì nella sua fattoria a Illalong, vicino alla strada che porta da Sydney a Melbourne. L'infanzia trascorsa in questo ambiente rurale influenzerà la sua opera successiva.
Dopo aver frequentato dapprima scuole di campagna e in seguito la Sydney Grammar School, Paterson divenne un avvocato.
Nel frattempo, nel 1885, egli aveva cominciato a pubblicare poesie sull'edizione di Sydney de The Bulletin sotto lo pseudonimo di "The Banjo" (il nome del suo cavallo preferito); già nel 1895 pubblicò un libro di versi. In seguito divenne un corrispondente di guerra, e "coprì" la Guerra Anglo-Boera e la Rivolta dei Boxer; con suo disappunto non riuscì a seguire come giornalista la prima guerra mondiale, ma in compenso vi partecipò da volontario come conducente di ambulanze.
Nel 1903 si era nel frattempo sposato con Alice Emily Walker.
Paterson morì di infarto a Sydney il 5 febbraio 1941.

## Opere
Il suo componimento più famoso è certamente Waltzing Matilda, che, messa in musica, è diventata una sorta di inno non ufficiale dell'Australia. Altre due sue poesie famose sono The Man from Snowy River e Clancy of the Overflow. Egli inoltre scrisse altri libri tra romanzi, racconti, e testimonianze della sua esperienza di reporter di guerra. Pubblicò perfino un libro per bambini.
Le sue opere presentano una visione idealizzata e romantica della campagna australiana e dei suoi abitanti, visti come eroi che affrontano con coraggio le difficoltà di quell'ambiente. Questa visione fu condizionata certamente anche dai sentimenti fortemente nazionalisti di Paterson.
Le sue opere sono lette tuttora, ed egli è molto famoso in Australia, tanto da essere rappresentato sulla banconota da 10 dollari australiani.

### Lista di opere celebri
- Clancy of the Overflow (1889)
- The Man from Snowy River (1890)
- In Defense of the Bush (1892)
- The Man from Ironbark (1892)
- Waltzing Matilda (1895)
- Mulga Bill's Bicycle (1896)
- T.Y.S.O.N. (1898)
- We're All Australians Now (1915)